# Automeris fabiani
Automeris fabiani é uma espécie de mariposa do gênero Automeris, da família Saturniidae.
Sua ocorrência foi originalmente registrada no Equador, Napo, Rio Hollin, a 1450 m de altitude. Foi ainda localizada no Brasil, Colômbia e Peru.